# Personal Information Manager
Personal Information Manager (PIM) は、各種の個人情報を管理するためのアプリケーションソフトウェアのこと、または各種携帯機器における同様の機能のこと。システム手帳の機能を電子化したものということもできる。主にビジネス用途を対象としている。
提供形態としては、パーソナルコンピュータ向けアプリケーション、電子手帳・携帯情報端末 (PDA)、スマートフォンなどがある。また、近年の携帯電話・PHS端末は、電話帳機能から発達したアドレス帳機能を始めとして、基本的なPIM機能を備えているものが多い。
英語ではパーソナル・オーガナイザー（personal organizer）または単にオーガナイザー（organizer）と呼ぶことも多かった。これはもともと、日本でいうところのシステム手帳に相当するものを指したが、後に電子的なものをも指すようになった。

## 機能
PIMの主要な機能は以下のようなものがある。名称は製品によって異なる。
- スケジュール管理（予定表、カレンダー）
- アドレス帳（住所録、連絡先）
- ToDo（仕事リスト）
- メモ帳（ノート）

PDAやスマートフォンでは、以下のような機能も提供されているものが多い。
- 電卓、単位・通貨換算
- 電子メール - アドレス帳と関連が深い
- 時計、世界時計、アラーム
- 電子辞書
- ボイスレコーダー（音声メモ）

また、パソコンのPIMアプリケーションとのデータの同期も重要な機能である。

## 代表例

### アプリケーション
- Evolution - GNOMEデスクトップ環境のPIM
- iCal - iPod、MobileMeとの同期が可能。
- Kontact - KDEデスクトップ環境のPIM
- Lotus Organizer
- Lotus Notes - 電子メール・グループウェア機能を統合している。一部のPDA・スマートフォンとの同期が可能。
- Microsoft Entourage - Microsoft Outlookに相当する機能をもつMacintosh向け製品。電子メール機能を統合している。
- Microsoft Outlook - 電子メール機能を統合している。Windows CEデバイスの他、各種のPDA・スマートフォンとの同期が可能。
- Mozilla Sunbird（Mozilla Thunderbird） - 拡張機能を導入することで Google Calendar との同期が可能。[2]
- Shuriken - ジャストシステム
- Palm Desktop - Palmデバイスとの同期が可能。

### PDA
- iPAQ
- iPod touch
- Palm
- Windows CEデバイス (Handheld PC/Pocket PC)
- ザウルス
- PSION

### スマートフォン
- BlackBerry
- iPhone
- Palm OSベース
- Windows Mobileベース
- Symbian OS S60/UIQベース
- Androidベース

### ゲームソフト
性質上、美少女キャラがナビゲーターを務めるものが多い。
- DATEIMPRESSION2
- ルーム・ウィズ・リナ